# Ammodillus imbellis
Ammodillus imbellis és una espècie de mamífer rosegador de la família dels múrids. Viu a Somàlia i l'est d'Etiòpia. Els seus hàbitats naturals són els herbassars secs d'herba curta i les zones amb matolls dispersos. Està amenaçat pel sobrepasturatge del seu medi pel bestiar caprí, oví i boví. Es desconeix si aquesta espècie es troba en àrees protegides.